# Schisò
Schisò è una frazione di Giardini-Naxos. È una località marittima, e anche una zona con numerosi luoghi d'interesse, come ad esempio, il castello di Schisò, gli scavi archeologici di Naxos, la statua della Nike, ed è anche una località portuale, infatti, vi si può trovare il porto principale di Giardini-Naxos; ovvero chiamato anche Porto di Schisò.